# علی‌اکبر قربانی

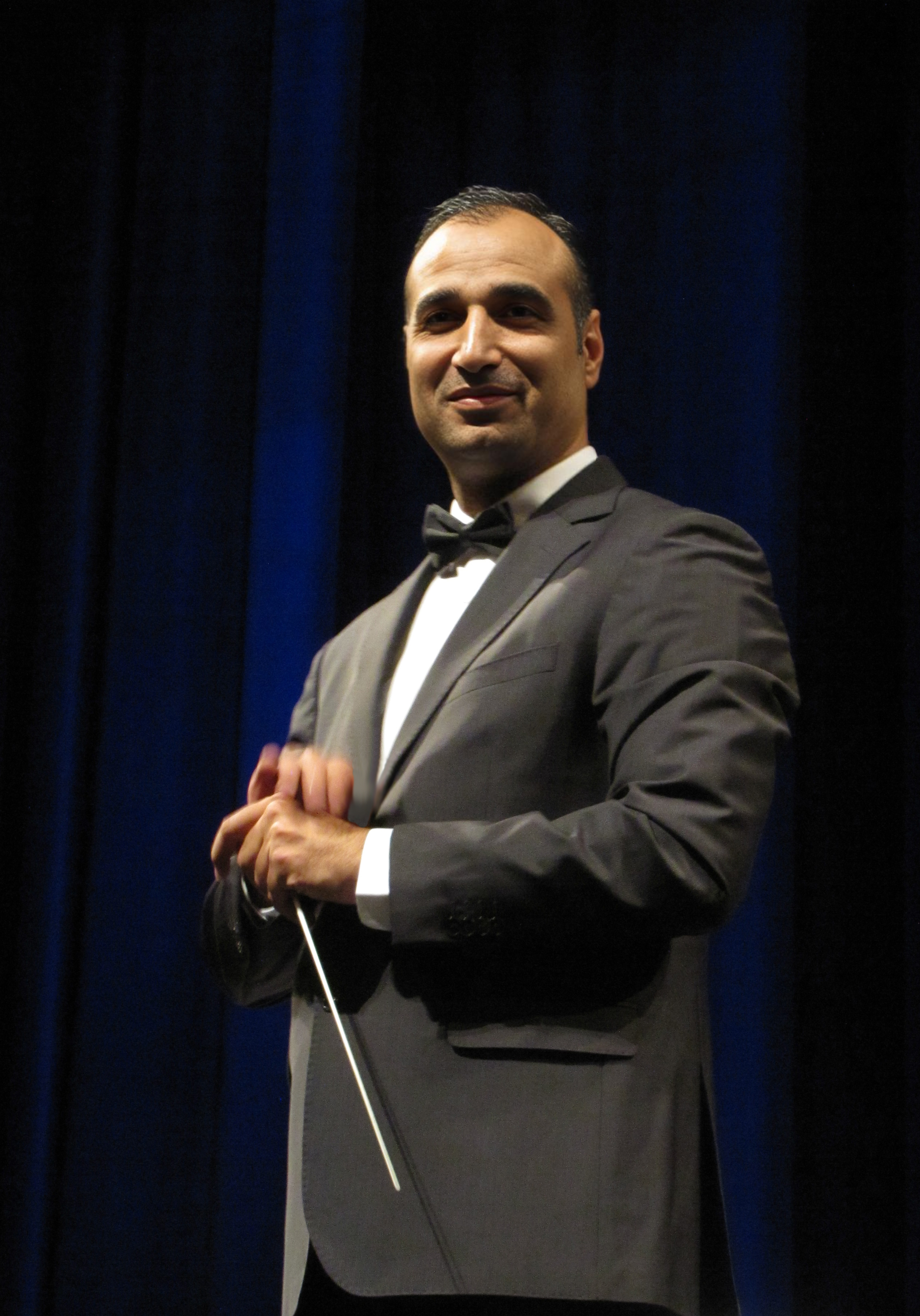
علی اکبر قربانی تالار وحدت ارکستر ملی سازهای ایرانی

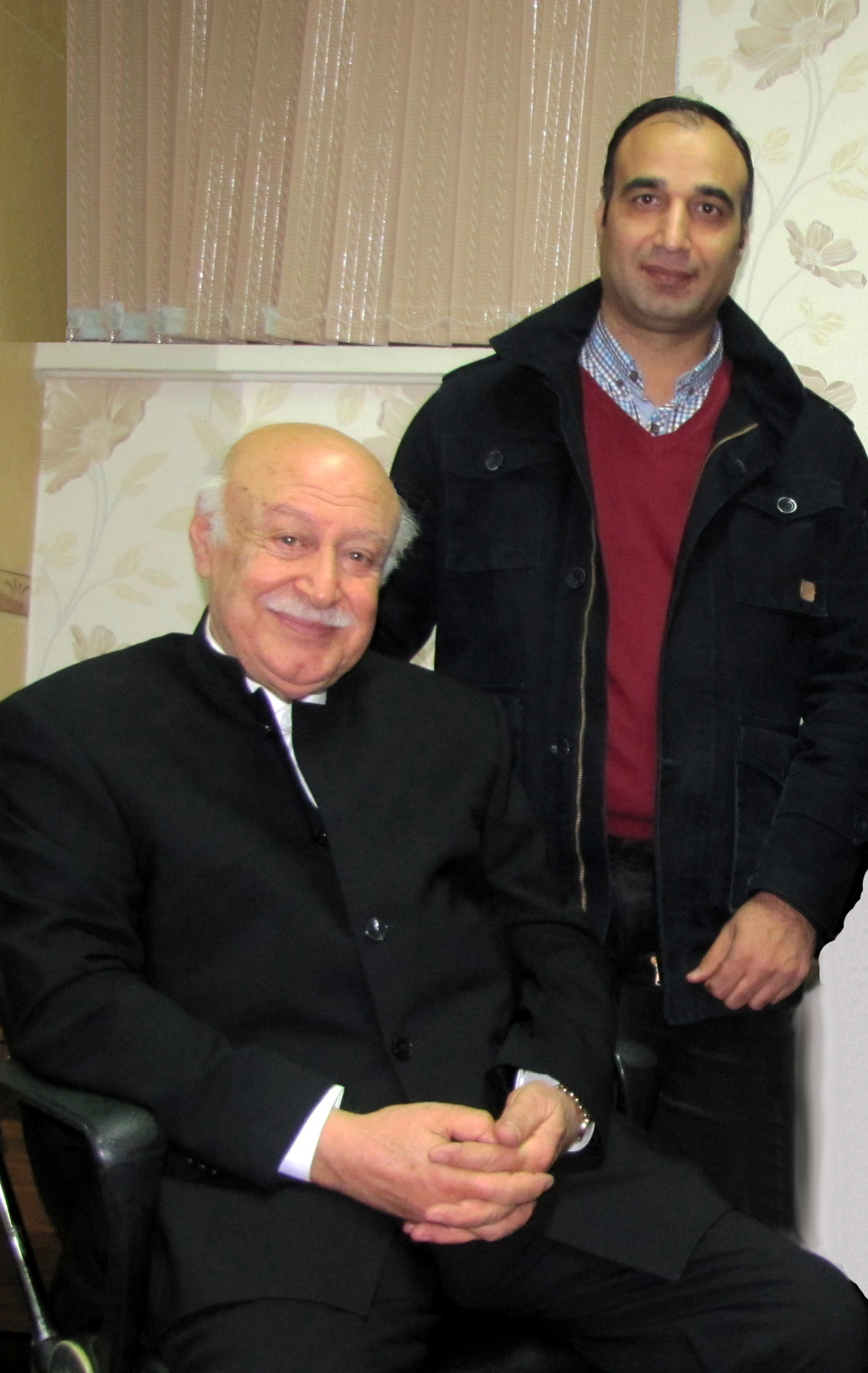
ارکستر ملی سازهای ایرانی علی اکبر قربانی در کنار استاد فرهاد فخرالدینی

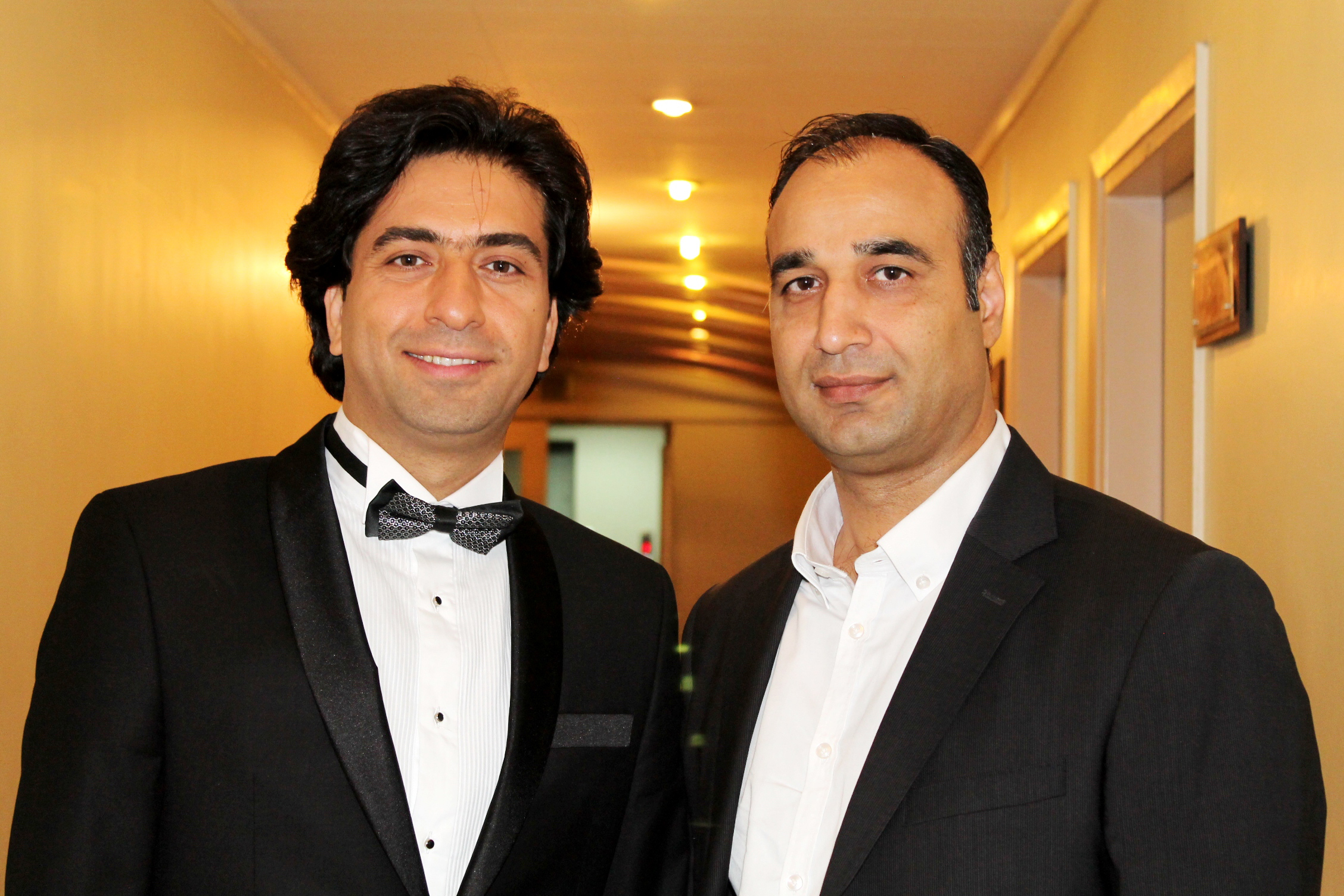
20 خرداد 1394 تالار وحدت ارکستر ملی سازهای ایرانی علی اکبر قربانی و محمد معتمدی

علی‌اکبر قربانی (زادهٔ ۱ اردیبهشت ۱۳۵۰) آهنگساز و عضو شورای فنی ارکستر ملی ایران است. از آثار او می‌توان به سوئیت سمفونیک معراج و خاک مهر آیین و تألیف کتاب ارکستراسیون به زبان ساده اشاره کرد.

## زندگی‌نامه
علی‌اکبر قربانی موسیقی را از کودکی با فراگیری نوازندگی تمبک، سه تار، سنتور و پیانو آغاز کرد و دروس مختلف آهنگسازی از جمله هارمونی، کنترپوان، ارکستراسیون و فرم را نزد فرهاد فخرالدینی فرا گرفت.
از اساتیدی که قربانی نزد آن‌ها موسیقی را فراگرفته می‌توان از فرهاد فخرالدینی و خیام میرزا زاده (استاد آهنگسازی از کنسرواتوار باکو) را نام برد.
همچنین با شرکت در مستر کلاس‌های رهبری ارکستر کریستین شولتز (Christian Schulz؛ رهبر ارکستر از اتریش) از تجربه‌های وی نیز بهره‌مند شد.
قربانی همکاری‌اش با ارکستر ملی ایران را با ارکستراسیون چند قطعه آذربایجانی آغاز نمود و بعدها با تنظیم قطعاتی از موسیقی ایرانی فعالیتش را ادامه داد.

## فعالیت‌ها
- رهبر ارکستر سازهای ملی ایران[۶]
- رهبر ارکستر دانشجویان فرهنگ و هنر (به همراه شهرام توکلی)[۴]
- همکاری با ارکستر ملی ایران به عنوان آهنگساز و تنظیم کننده
- عضو شورای فنی ارکستر ملی ایران از سال ۱۳۹۳[۷]
- عضو شورای فنی ارکستر مهرنوازان[۸][۹]
- مدرس آهنگسازی کانون آهنگسازان جوان صدا و سیما[۱۰]
- عضو هیئت داوران در جشنوارهٔ موسیقی فجر در بخش رقابتی آهنگسازی[۱۱][۱۲][۱۳]
- عضو هیئت مؤسسین ارکستر نوجوانان ایران[۱۴]

## آثار
- سوئیت سمفونی بصیرت اثر مشترک شهرام توکلی و علی اکبر قربانی با صدای علیرضا وکیلی‌منش[۱۵]
- خاک مهر آئین - شعر: اسماعیل فرزانه - خواننده: سالار عقیلی،[۱۶][۱۷] وحید تاج[۱۸]
- سوئیت سمفونیک معراج - اجرای ارکستر ملی ایران به رهبری فرهاد فخرالدینی[۱۹][۲۰]
- شور آفرین - اجرای ارکستر ملی ایران و ارکستر مهرنوازان به رهبری فرهاد فخرالدینی[۲۱]
- سلام شیراز - به مناسبت ورود ارکستر ملی ایران به شهر شیراز - شعر: شهریار[۲۲]

## موسیقی فیلم
- موسیقی فیلم سینمایی «کلانتری غیرانتفاعی»، کارگردان: یدالله صمدی
- تیتراژ پایانی فیلم سینمایی «آذر، شهدخت، پرویز و دیگران»، کارگردان: بهروز افخمی[۲۳]
- تیتراژ پایانی سریال تلویزیونی «همه خانواده من»، کارگردان: داریوش فرهنگ[۲۴]
- ارکستراتور موسیقی فیلم سینمایی «روباه»، کارگردان: بهروز افخمی
- سریال تلویزیونی «فرزندان آفتاب»، کارگردان: علی احمدی[۲۵]
- انیمیشن سینمایی «عاشورائیان» ۱ و ۲، کارگردان: ناهید صمدی امین[۲۶]

## تألیف کتاب
- کتاب «ارکستراسیون به زبان ساده»، نشر هم آواز، چاپ اول ۱۳۹۶، تهران[۲]
- کتاب «مفاهیم بنیادی تئوری موسیقی»، نشر هم آواز، چاپ اول ۱۳۹۸، تهران[۲۷]
- کتاب «شور آفرین (مجموعه قطعات ایرانی برای پیانو)»، نشر نای و نی، چاپ اول ۱۳۹۹، تهران<ref>{{یادکرد کتاب|عنوان=شور آفرین (مجموعه قطعات ایرانی برای پیانو) قربانی، علی‌اکبر، نشر نای و نی، چاپ اول-۱۳۹۹